# Dandī
Dandī (persiska: دندی) är en ort i Iran.   Den ligger i provinsen Zanjan, i den nordvästra delen av landet, 400 km väster om huvudstaden Teheran. Dandī ligger 1 560 meter över havet och antalet invånare är 2 547.
Terrängen runt Dandī är kuperad åt nordväst, men åt sydost är den platt. Dandī ligger nere i en dal.Runt Dandī är det ganska glesbefolkat, med 38 invånare per kvadratkilometer. Dandī är det största samhället i trakten. Trakten runt Dandī består i huvudsak av gräsmarker.